# Balboa (baile)
El Balboa es un baile de swing originado en California del Sur durante los años 20 (aunque se cree que pudo haber empezado incluso en 1915) y que gozó de gran popularidad durante los años 30 y 40. El término Balboa se refiere originalmente al baile caracterizado por una posición cerrada y amplia conexión corporal. Enfatiza los cambios de peso rítmicos y relación de pareja de leader y follower.  Otros bailarines de la época y de la misma región también bailaban swing, caracterizado por sus twists y sus giros y movimientos en posición abierta.  Con el tiempo, estos dos bailes llegaron a mezclarse y se convirtieron en lo que se conoce como Balboa en la actualidad. Por ello, el Balboa “original” se conoce como Pure Balboa y su versión influida por el swing se llama Bal-swing. Debido a su énfasis en la sutileza y la relación con la pareja de baile más que en figuras o trucos llamativos, el Balboa (y sobre todo el Pure-Bal en particular) está considerado más como un “baile para bailarines” que un “baile para espectadores”.
El Balboa se baila a ritmo de música swing, sobre todo música swing de big-bands de los años 30-40 de Artistas como Benny Goodman, Count Basie, and Duke Ellington y a tempos de 180 a 250 beats por minutos.  También se baila con otros tipos de música swing, como por ejemplo el Jazz Manouche de Django Reinhardt.  Debido a que el paso básico de Balboa es muy pequeño y ocupa muy poco espacio, se puede bailar hasta con canciones muy rápidas de hasta más de 300 beats por minuto. Sin embargo, no significa que no pueda bailarse a ritmos muy lentos, en cuyo caso el baile se denomina Slow Balboa.  En la actualidad, el Balboa es uno de los bailes de swing con más seguidores junto con el Lindy Hop y el Charleston.

## Formas
Diseñado para usar el mínimo espacio posible, el Balboa requiere encadenar una serie de movimientos de 8-counts, agrupados en dos sets de 4 pasos mientras se arrastran los pies por el suelo (efecto conocido originalmente como shuffle). El baile fue en su origen una respuesta a las salas de bailes abarrotadas donde pasos en posición abierta típicos del Lindy hop como el swing-out o el break-away era en dichas condiciones muy difíciles de ejecutar y en muchos casos incluso prohibido por los establecimientos de baile. En muchas ocasiones se considera que el Balboa se percibe como un baile restrictivo o introvertido, donde la mayor parte del movimiento ocurre por debajo de las rodillas.
Los bailarines contemporáneos de Balboa distinguen entre dos tipos de Balboa: “Pure Bal” y “Bal-swing”. En Pure Balboa, los bailarines permanecen en posición cerrada durante casi todo el tiempo, con los torsos en contacto, haciendo variaciones rítmicas del paso básico y girando y moviéndose en pareja. En el Bal-swing, por contraste, incorpora movimientos en los que hay más espacio entre las parejas y por tanto más espacio para movimientos dinámicos como giros de uno o dos de los integrantes de la pareja.

## Historia
El Balboa apareció en California del Sur durante los años 20 y aumentó su popularidad hasta la Segunda Guerra Mundial. El nombre Balboa tiene su origen en la Peninsula de Balboa en Newport Beach, California, donde el baile se inventó.
Alma Heaton incluyó dos páginas sobre el Balboa en su libro de 1954 "Ballroom Dance Rhythms", y una página con instrucciones en "Techniques of Teaching Ballroom Dance".

## Comparación con el Lindy Hop
Dado que el Balboa fue baile contemporáneo al Lindy Hop, hay ciertas comparaciones entre los dos bailes.
- Ambos bailes evolucionaron al mismo tiempo con el mismo tipo de música. A pesar de la consideración de que el Balboa incluía adaptaciones de bailes latinos de la época como la Rumba bailados al ritmo de música swing, también hay que reconocer que los bailes latinos no gozaban de especial popularidad entre los bailarines de swing americanos, por lo que la conexión entre estos dos bailes se mantiene en duda. El Balboa también fue reconocido como baile regional del Sur de Carolina mientras que el Lindy Hop estaba más extendido por todo el territorio norteamericano. Hoy en día se considera al Balboa y al Bal-swing formas legítimas de baile de swing.
- Tanto el Bal-swing como el Lindy Hop se habrían considerado como bailes por bailarines jóvenes y de gran condición física (también conocidos como jitterbugs durante los años 30 y 40) , mientras que el Pure Bal lo habrían bailado más bailarines más maduros que querían evitar las figuras energéticas y excéntricas de los jitterbugs.